# GLRA3
GLRA3 (англ. Glycine receptor alpha 3) – білок, який кодується однойменним геном, розташованим у людей на короткому плечі 4-ї хромосоми.  Довжина поліпептидного ланцюга білка становить 464 амінокислот, а молекулярна маса — 53 800.
| 10         |  | 20         |  | 30         |  | 40         |  | 50         |
| ---------- |  | ---------- |  | ---------- |  | ---------- |  | ---------- |
| MAHVRHFRTL |  | VSGFYFWEAA |  | LLLSLVATKE |  | TDSARSRSAP |  | MSPSDFLDKL |
| MGRTSGYDAR |  | IRPNFKGPPV |  | NVTCNIFINS |  | FGSIAETTMD |  | YRVNIFLRQK |
| WNDPRLAYSE |  | YPDDSLDLDP |  | SMLDSIWKPD |  | LFFANEKGAN |  | FHEVTTDNKL |
| LRIFKNGNVL |  | YSIRLTLTLS |  | CPMDLKNFPM |  | DVQTCIMQLE |  | SFGYTMNDLI |
| FEWQDEAPVQ |  | VAEGLTLPQF |  | LLKEEKDLRY |  | CTKHYNTGKF |  | TCIEVRFHLE |
| RQMGYYLIQM |  | YIPSLLIVIL |  | SWVSFWINMD |  | AAPARVALGI |  | TTVLTMTTQS |
| SGSRASLPKV |  | SYVKAIDIWM |  | AVCLLFVFSA |  | LLEYAAVNFV |  | SRQHKELLRF |
| RRKRKNKTEA |  | FALEKFYRFS |  | DMDDEVRESR |  | FSFTAYGMGP |  | CLQAKDGMTP |
| KGPNHPVQVM |  | PKSPDEMRKV |  | FIDRAKKIDT |  | ISRACFPLAF |  | LIFNIFYWVI |
| YKILRHEDIH |  | QQQD       |  |            |  |            |  |            |

A: Аланін

C: Цистеїн

D: Аспарагінова кислота

E: Глутамінова кислота

F: Фенілаланін

G: Гліцин

H: Гістидин

I: Ізолейцин

K: Лізин

L: Лейцин

M: Метіонін

N: Аспарагін

P: Пролін

Q: Глутамін

R: Аргінін

S: Серин

T: Треонін

V: Валін

W: Триптофан

Кодований геном білок за функціями належить до рецепторів, іонних каналів, хлорних каналів, фосфопротеїнів. 
Задіяний у таких біологічних процесах як транспорт іонів, транспорт, альтернативний сплайсинг. 
Білок має сайт для зв'язування з іонами металів, хлоридом. 
Локалізований у клітинній мембрані, мембрані, клітинних контактах, клітинних відростках, синапсах.